# Pomacea glauca
Pomacea glauca е вид коремоного от семейство Ampullariidae.

## Разпространение
Видът е разпространен в Боливия, Венецуела, Гваделупа, Гвиана, Гренада, Доминиканска република, Колумбия, Мартиника, Мексико (Чиапас), Панама, Суринам, Тринидад и Тобаго и Френска Гвиана.